# Пио Монте дела Мизерикордия (галерия)
„Пио Монте дела Мизерикордия“ (на италиански: Quadreria del Pio Monte della Misericordia – Картинна галерия на „Пио Монте дела Мизерикордия“) е картинна галерия в Неапол, разположена на първия етаж на сградата Пио Монте дела Мизерикордия на едноименната благотворителна организация.

## Описание
Първото откриване на галерията е през 1973 г. по волята на политика и управител на „Пио Монте“ Томазо Леонети, граф на Санто Яни. Показваните картини са почти изцяло на ученици от неаполитанско художествено училище и датират от ХVІ до ХІХ век.
Галерията притежава 140 картини, придобити най-вече в резултат от дарения или завещания, постъпили от основаването на организацията до наши дни. Картините са изложени в 10 исторически зали на първия етаж на сградата.
Най-силното ядро е представено от произведенията, дарени от Франческо де Мура на 19 август 1782 г. Той дарява 180 свои творби при условие, че организацията ще ги продаде на търг и само за благотворителни цели. От тези произведения до наши дни достигат около 33 творби, включително картини и скици.
Други важни придобивки, които обогатяват художествената колекция, са:
- дарените на 9 юни 1802 г. от дон Дженаро Маркиано картини, сред които има платна на Матия Прети и Масимо Станционе, както и
- дарението на аристократката Мария София Капече Галеота през 1933 г, което се състои от 31 картини, включително автопортрета на Лука Джордано, „Свети Антоний абат“ на Хосе де Рибера и картините на Агостино Белтрано и Джовани Стефано Мая.

## Картини в галерията
- „Конна езда на Карло ди Токо“, Агостино Белтрано
- Автопортрет на Лука Джордано
- „Сант Антонио Абате“, Хосе де Рибера
- „Пиета“, Андреа Вакаро
- Ванитас, Николо де Симоне
- „Отсичане главата на Свети Дженаро“, Николо де Симоне

## Картини в църквата
- „Христос и прелюбодейката“, Лука Джордано
- „Освобождаването на Свети Петър“, Батистело Карачоло
- „Преместването на Христос“, Лука Джордано
- „Свети Петър възкресява Тавита“, Фабрицио Сантафеде
- „Седемте милосърдни дела“, Караваджо
- „Христос в къщата на Марта и Мария“, Фабрицио Сантафеде
- „Свети Павел освобождава роба“, Джовани Бернардино Ацолино